# Бускускан
Бускуска́н (рос. Бускускан) — селище у складі Біловського округу Кемеровської області, Росія.

## Населення
Населення — 223 особи (2010; 267 у 2002).
Національний склад (станом на 2002 рік):
- росіяни — 93 %